# 기술 변화
기술 변화(Technological change, TC) 또는 기술 개발은 기술이나 프로세스의 발명, 혁신 및 확산의 전반적인 과정이다.본질적으로 기술변화는 기술 발명(프로세스 포함)과 연구개발(신흥기술 생산)을 통한 오픈소스로서의 상용화 또는 출시, 지속적인 기술향상(기술비용이 낮아지는 경우가 많음) 및 산업 전반에 걸친 기술확산을 포괄한다. 또는 사회(때로는 붕괴와 융합이 수반되기도 한다.) 간단히 말해서, 기술 변화는 더 나은 기술과 더 많은 기술 모두에 기초한다.

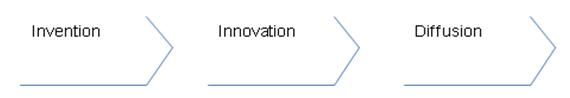
Original model of three phases of the process of Technological Change

## 기술 변화 모델링
초기에는 '이노베이션의 선형 모델'로 기술변화가 설명되었는데, 지금은 연구·개발·확산·이용의 모든 단계에서 이노베이션이 수반되는 기술변화의 모델로 대체되기 위해 크게 폐기되었다. "기술적 변화 모델링"에 대해 말할 때, 이것은 종종 혁신의 과정을 의미한다. 이러한 지속적인 개선 과정은 종종 시간 경과에 따른 비용 감소(예: 매년 값이 싸지는 연료전지)를 나타내는 곡선으로 모델링된다. TC는 또한 종종 학습 곡선을 사용하여 모델링된다. 예: Ct=C0 * Xt^-b
기술 변화 자체는 다른 모델(예: 기후 변화 모델)에 포함되는 경우가 많으며 외인성 요인으로 받아들여지기도 했다. 요즘 TC는 내인성 요인으로 더 자주 포함된다. 영향을 줄 수 있는 것으로 받아들여진다는 뜻이다. 오늘날, 기술 변화의 속도와 방향에 영향을 미칠 수 있는 정책을 유지하는 부문들이 있다. 예를 들어, 유도 기술 변화 가설을 지지하는 사람들은 정책 입안자들이 상대적 요소 가격에 영향을 줌으로써 기술 진보의 방향을 조절할 수 있으며 이는 기후 정책이 화석 연료 에너지 사용에 영향을 미치는 방식, 특히 화석 연료가 상대적으로 더 비싸지는 방식으로 증명될 수 있다고 말한다. 지금까지는 정책에 의한 이노베이션 효과의 존재에 대한 실증적 증거가 여전히 부족하며, 이는 모델의 첨병성(예: 장기적인 정책 불확실성 및 (주도적) 이노베이션의 외인성 추진력)을 벗어난 다양한 이유 때문에 기인할 수 있다. 관련 개념은 정책 유발 규모 효과보다는 가격 유발 지향성을 더 강조하는 방향 기술 변화의 개념이다.

### 발명
새로운 것, 또는 "깨어지기" 기술의 창조. 이것은 종종 제품 개발 과정에 포함되며 연구에 의존한다. 이것은 스프레드시트 소프트웨어의 발명에 증명될 수 있다. 새로 발명된 기술들은 관습적으로 특허를 받았다.

### 확산
확산은 사회나 산업을 통한 기술의 확산과 관련이 있다. 기술 이론의 확산은 일반적으로 초기 버전의 기술이 다소 성공적이지 못하기 때문에 S자형 곡선을 따르고, 그 다음에는 높은 수준의 채택과 함께 성공적인 기술 혁신 기간, 그리고 마침내 기술이 시장에서 그것의 최대 잠재력에 도달함에 따라 채택이 감소한다. 개인용 컴퓨터의 경우, 그것은 가정을 넘어 사무용 워크스테이션과 서버 기계와 같은 사업 환경으로 발전하여 웹사이트를 유치했다.
확산의 수학적 처리에 대한 내용은 다음을 참조하라: 로지스틱 함수
기술의 확산 예는 다음을 참조하라: 혁신의 확산#국제 응용 시스템 분석 연구소(IIASA)
가전제품, 가정용 전기화 및 통신과 같은 다양한 확산 곡선은 다음을 참조하라: 혁신의 확산#확산 데이터

## 사회적 과정으로서의 기술적 변화
기술적 변화의 개념을 사회적 과정으로 뒷받침하는 것은 사회적 맥락과 소통의 중요성에 대한 일반적인 합의다. 이 모델에 따르면, 기술 변화는 문화 환경, 정치 제도, 마케팅 전략의 영향을 많이 받는 생산자와 입양자 등(정부 등)이 참여하는 사회적 프로세스로 간주된다.
자유시장경제에서 이윤의 극대화는 기술변화의 강력한 원동력이다. 일반적으로, 들어오는 생산 자본의 소유주에게 이익 극대화를 약속하는 기술만이 개발되어 시장에 도달한다. 이 기준을 충족하지 못하는 기술 생산물은 중요한 사회적 요구를 충족시킬 수 있더라도 제거된다. 그러므로 기술적 변화는 자본의 재정적 이익에 대해 강하게 편향된 사회적 과정이다. 개발 및 마케팅에 앞서 새로운 기술의 사회적 또는 환경적 만족도에 대한 투표와 같이 현재 잘 확립된 민주적 과정은 없으며, 일반 시민들이 기술 변화의 과정을 지시할 수 있다.

### 확산의 요소
(1) 혁신 기술 (2) 특정 채널을 통해 통신 (3) 사회 구성원들에게 (4) 일정 기간 동안 그것을 채택하는 사람: 기술 변화 과정의 네 가지 핵심 요소는 다음을 강조해 왔다. 이 원소들은 통신형 접근법을 사용하는 에버렛 로저스의 혁신의 전파 이론에서 파생된 것이다.

### 혁신
로저스는 수용에 영향을 미치는 혁신 기술의 5가지 주요 속성이 있다고 제안했다. 그는 이러한 기준을 장점, 호환성, 복잡성, 시행 가능성 및 관찰 가능성을 나타내는 ACCTO라고 불렀다. 상대적 이점은 경제적 또는 비경제적일 수 있으며, 동일한 요구를 충족하는 이전 혁신보다 기술혁신이 우월하다고 간주되는 수준이다. 수용과 긍정적으로 관련된다(예: 상대적 우위가 높을수록 채택 수준이 높고, 그 반대의 경우도 마찬가지). 양립성은 잠재적 채택자에 대한 기존의 가치, 과거의 경험, 습관 및 필요와 일치하는 기술혁신이 나타나는 정도를 의미한다. 낮은 수준의 양립성은 수용 속도를 늦출 것이다. 복잡성은 기술혁신을 이해하고 이용하기 어려워 보이는 정도를 의미한다. 기술혁신이 복잡할수록 그 수용은 느려진다. 시험성(trialability)은 기술혁신이 제한적으로 시도될 수 있는 인식된 정도를 말하며, 수용성과 긍정적으로 관련된다. 소규모 테스트는 위험을 감소시키기 때문에 시행 가능성은 수용을 가속화할 수 있다. 관찰가능성은 혁신의 결과가 타인에게 가시적으로 보이는 인지된 정도를 말하며 수용과 긍정적으로 관련된다.

### 통신 채널
통신 채널은 소스가 수신자에게 메시지를 전달하는 수단이다. 정보는 근본적으로 다르지만 보완적인 두 개의 의사소통 채널을 통해 교환될 수 있다. 대중매체를 통해 인지도를 얻는 경우가 더 많은 반면, 수용으로 이어지는 불확실성 감소는 대부분 대면 커뮤니케이션에서 비롯된다.

### 사회체계
사회체계는 혁신을 채택할 수 있는 매체와 경계를 제공한다. 사회체계의 구조는 여러 가지 방법으로 기술적 변화에 영향을 미친다. 사회규범, 오피니언 리더, 변화 주체, 정부, 혁신의 결과 등이 모두 관련되어 있다. 문화 환경, 정치 기관의 성격, 법률, 정책 및 행정 구조도 포함된다.

### 시간
시간은 여러 가지 방법으로 수용 과정에 들어간다. 시간차원은 개인이나 다른 채택자의 혁신성과 관련된다. 즉, 기술혁신이 채택되는 상대적 경각성 또는 지연성이다.

## 경제
경제학에서 기술적 변화는 실현 가능한 생산가능성의 집합의 변화다.
기술 혁신은 존 힉스(1932년)에 이어 힉스 중립이다. 만약 기술의 변화가 노동자의 한계 생산물에 대한 자본의 한계 생산물의 비율을 주어진 자본 대 부채 비율에 대해 바꾸지 않는다면 말이다. 기술 혁신은 기술이 노동력 증강(즉, 노동력을 돕는다)인 경우 하로드 중립(Roy Harrod에 따름)이고, 기술이 자본 증식(즉 자본을 돕는다)인 경우 솔로 중립이다.

## 같이 보기
- 변화 가속화
- 혁신
- 생산성
- 기술적 실업